# Монтут, Эдуар
Эдуа́р Монту́т (фр. Édouard Montoute;  20 декабря 1970, Кайенна, Гвиана) — французский театральный и киноактёр. Наиболее известен по фильму «Такси» и его продолжениям, где Монтут сыграл полицейского инспектора Алена.

## Биография
Родился 20 декабря 1970 года в Кайенне.

## Фильмография
- 1991 — Париж пробуждается / Paris s'éveille
- 1995 — Ненависть / La Haine
- 1995 — Быстро / Fast
- 1997 — Плохой жанр / Mauvais Genre
- 1997 — Круто ты попал / Bouge !
- 1998 — Такси / Taxi — инспектор Ален
- 1999 — Улыбка клоуна / Le sourire du clown
- 1999 — Синева до самой Америки / Du bleu jusqu'en Amérique
- 2000 — Такси 2 / Taxi 2 — инспектор Ален
- 2000 — Папаша в бегах / Cours toujours
- 2001 — Люди в купальных костюмах не обязательно все легкомысленные / Les gens en maillot de bain ne sont pas (forcément) superficiels
- 2002 — Роковая женщина / Femme Fatale — Расин
- 2002 — Астерикс и Обеликс: Миссия «Клеопатра» / Astérix et Obélix: Mission Cléopâtre — Некуксис
- 2002 — Красная сирена / La Sirène rouge
- 2003 — Такси 3 / Taxi 3 — инспектор Ален
- 2003 — Лабиринты / Dédales — Рэй
- 2004 — Холостой выстрел / Nos amis les flics
- 2005 — В твоих мечтах / Dans tes rêves
- 2006 — Взаперти / Enfermés dehors
- 2007 — Такси 4 / Taxi 4 — инспектор Ален
- 2009 — Первая звезда / La Première étoile
- 2010 — Маленькие секреты / Les Petits Mouchoirs
- 2011 — Круиз / La Croisière
- 2012 — 30 градусов цвета / 30° couleur
- 2015 — Ночной тариф / Night Fare
- 2016 — Слава Богу! / Dieumerci !
- 2018 — Такси 5 / Taxi 5  — инспектор Ален